# بلودره اوسترنزه
بلودره اوسترنزه (به ایتالیایی: Belvedere Ostrense) یک کومونه در ایتالیا است که در استان آنکونا واقع شده‌است.

## خصوصیات
بلودره اوسترنزه ۲۸٫۹ کیلومترمربع مساحت و ۲٬۳۱۳ نفر جمعیت دارد و ۲۵۱ متر بالاتر از سطح دریا واقع شده‌است.

## خواهرخوانده
شهر بلودره ماریتیمو خواهرخواندهٔ بلودره اوسترنزه هست.